# راينر يموان
راينر يموان (بالألمانية: Reiner Lemoine)‏ هو رائد أعمال ألماني، ولد في 2 فبراير 1949 في برلين في ألمانيا، وتوفي في 6 ديسمبر 2006.